# Liste der indischen Botschafter in Österreich

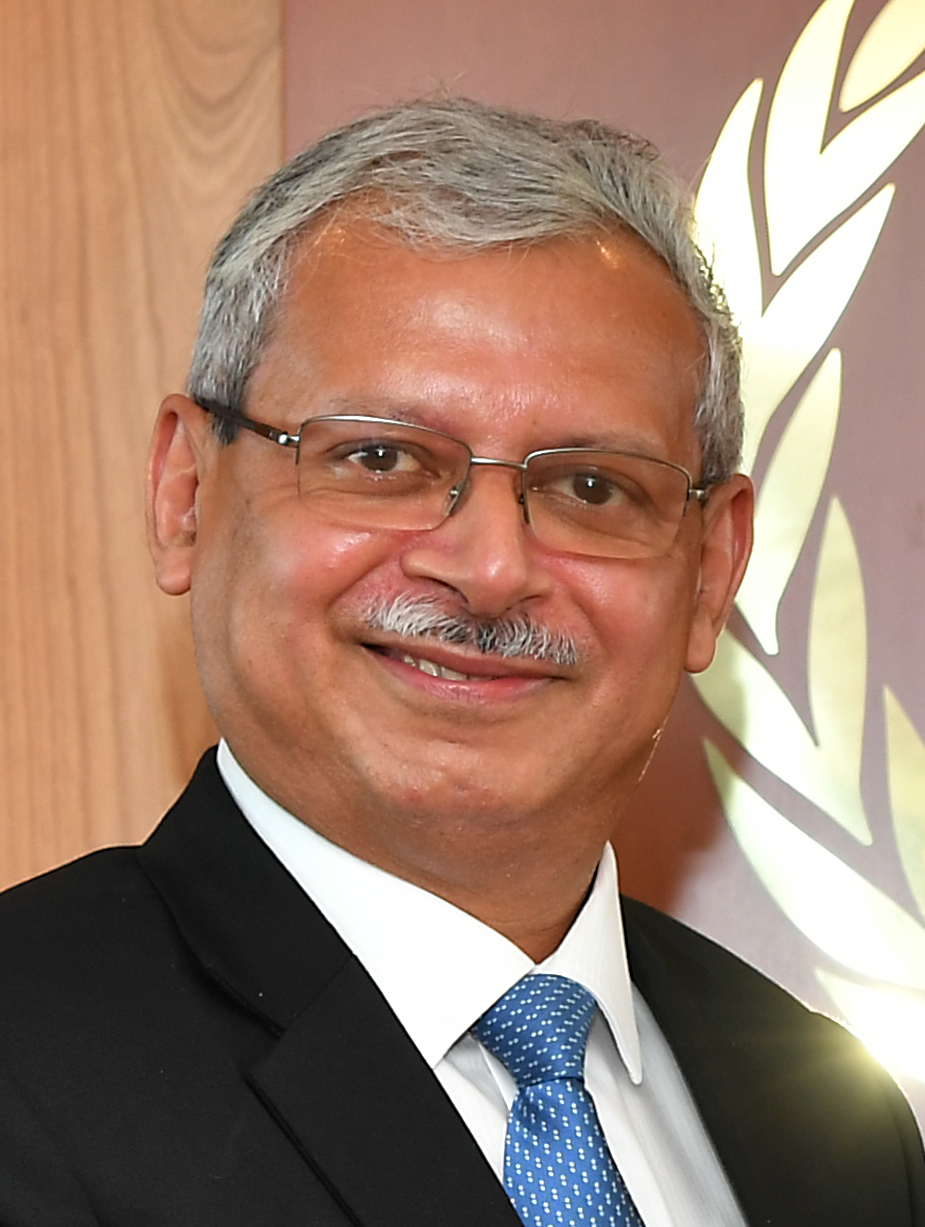
Jaideep Mazumdar, der amtierende Botschafter seit 2020

Die Liste der indischen Botschafter in Wien verzeichnet sämtliche seit 1954 ernannten Botschafter, die Indien in Österreich vertraten. Bis 1959 war der indische Botschafter in Bern regelmäßig auch bei der Regierung in Wien akkreditiert. Der Botschafter in Wien ist regelmäßig auch bei der Regierung in Podgorica (Montenegro) akkreditiert.
Von 1959 bis 1980 war die indische Botschaft am Opernring und befindet sich seither am Kärntner Ring 2.
| Ernannt / Akkreditiert | Name                               | Bemerkungen | ernannt während der Regierung von | akkreditiert während der Regierung | Posten verlassen |
| ---------------------- | ---------------------------------- | --- | --------------------------------- | ---------------------------------- | ---------------- |
| 1954                   | VCV Raghavan                       | | Jawaharlal Nehru                  | Julius Raab                        | 1955             |
| 1955                   | Mohan S. Mehta                     | | Jawaharlal Nehru                  | Julius Raab                        | 1958             |
| 1958                   | M. K. Vellodi                      | Mullath Kadingi Vellodi (* 1896), 1958–1961 Botschafter in Bern. | Jawaharlal Nehru                  | Julius Raab                        | 1959             |
| 1959                   | Arthur Samuel Lall                 | (* 14. Juli 1911 in Lahore; † 13. September 1998 in Manhattan) 1954 bis 1959 Vertreter der indischen Regierung beim UN-Hauptquartier | Jawaharlal Nehru                  | Julius Raab                        | 1964             |
| 1964                   | Parmeshwar Narayan Haksar          | (* 4. September 1913 in Gujranwala; † 27. November 1998 in Neu-Delhi), Barrister, trat 1947 in den auswärtigen Dienst, 1960 bis 1964: Hochkommissar in Nairobi, Botschafter in Togo, 1965 bis 1967 geschäftsführender Hochkommissar in London, von 1967 bis 1971 Sekretär von Rajiv Gandhi | Lal Bahadur Shastri               | Josef Klaus                        | 1965             |
| 1965                   | Rao Raja Ramchandra Ganpat Rajwade | | Lal Bahadur Shastri               | Josef Klaus                        | 1968             |
| 1968                   | Vishnuprasad Chunilal Trivedi      | | Indira Gandhi                     | Josef Klaus                        | 1972             |
| 1972                   | Rikhi Jaipal                       | | Indira Gandhi                     | Bruno Kreisky                      | 1974             |
| 1974                   | Amrik Singh Mehta                  | | Indira Gandhi                     | Bruno Kreisky                      | 1978             |
| 1978                   | Kanwar Ram Pratap Singh            | (* Rajgarh (Madhya Pradesh)) 1976: Botschafter in Kabul | Morarji Desai                     | Bruno Kreisky                      | 1980             |
| 1980                   | Kantilal Lallubhai Dalal           | (* 10. April 1924 in Bombay) | Indira Gandhi                     | Bruno Kreisky                      | 1982             |
| 1982                   | Shilendra Kumar Singh              | | Indira Gandhi                     | Bruno Kreisky                      | 1985             |
| 1985                   | Jagdish Rudraya Hiramath           | | Rajiv Gandhi                      | Fred Sinowatz                      | 1988             |
| 1988                   | Peter Lynn Sinai                   | | Rajiv Gandhi                      | Fred Sinowatz                      | 1991             |
| 1991                   | Kamal Nain Bakshi                  | (* 2. Juli 1938 in Jullundur (Punjab)) Sohn von Pushpa und Karam Chand mit Urmila verheiratet Ed: MA (Pol Sc); Lecturer, 1958–1961: Doaba College, Jullundur, März 1995–? Botschafter in Rom und Vertreter bei der FAO.                                                                    | P. V. Narasimha Rao               | Franz Vranitzky                    | 1995             |
| 1995                   | Kiran Kumar Doshi                  | | P. V. Narasimha Rao               | Franz Vranitzky                    | 1997             |
| 1997                   | Yogesh Mohan Tiwari                | | Inder Kumar Gujral                | Viktor Klima                       | 2000             |
| 19. Dez. 2000          | T. P. Sreenivasan                  | | Atal Bihari Vajpayee              | Wolfgang Schüssel                  | 2004             |
| 2004                   | Sheel Kant Sharma                  | | Manmohan Singh                    | Wolfgang Schüssel                  | 2008             |
| 2008                   | Saurabh Kumar                      | | Manmohan Singh                    | Werner Faymann                     | 2009             |
| 2009                   | Dinkar Khullar                     | | Manmohan Singh                    | Werner Faymann                     | 2012             |
| 2012                   | Ramachandran Swaminathan           | (* 1955) | Manmohan Singh                    | Werner Faymann                     | 2014             |
| 14. März 2014          | Rajiva Misra                       | (* 4. November 1956) | Manmohan Singh                    | Werner Faymann                     | 2016             |
| Feb. 2017              | Renu Pall                          | | Narendra Modi                     | Christian Kern                     | 2019             |
| 29. Apr. 2020          | Jaideep Mazumdar                   | | Narendra Modi                     | Sebastian Kurz                     |                  |